# Mathias Bahil
Mathias Bahil auch Matthias Bahil auch Matej Bahil (* 24. Februar 1706 in Süvete in der Grafschaft Gemer in Oberungarn; † 22. oder 23. oder 24. Dezember 1761 in Parchwitz) war ein ungarischer Übersetzer und evangelischer Geistlicher. Sein Pseudonym war Theodorus von Hybla. 

## Leben

### Familie
Mathias Bahil entstammte einer Familie, die stark von ihrem evangelischen Glauben geprägt war. Sein Vater, Johannes Bahil, war Rektor der örtlichen Schule und hatte später verschiedene Positionen als Prediger inne, unter anderem in Mokroluka und Süvete. Nach vierjähriger Verfolgung wurde er schließlich nach Sollnock berufen. Seine Mutter war Judith (geb. Placsko). Sein Großvater, Laurentius Bahil, erlitt aufgrund seines Glaubens schwerste Verfolgungen und war zwei Jahre im Gefängnis; er wurde bei seiner Befreiung als Prediger nach Chischna berufen, wo er erneut verfolgt wurde.
Mathias Bahil verbrachte die ersten vier Jahre seines Lebens in Cserents. Er entging in seiner Kindheit mehreren Todesgefahren, die auf eine Vorsehung hindeuteten. Er überlebte eine Pockenerkrankung und einen Sturz in einen tiefen Brunnen, aus dem er sich mithilfe eines Stocks rettete. Später wurde er von einem Ochsen angegriffen und gefährlich verletzt. Trotz dieser Erlebnisse und der widrigen Umstände, in denen seine Familie lebte, fasste er den Entschluss, Prediger zu werden, und ließ sich auch durch den frühen Tod seines Vaters nicht abbringen.
In Cherench heiratete er 1730 Maria (geb. Krupinsky), eine verwaiste Bürgerstochter aus Neufohl; gemeinsam hatten sie mehrere Kinder.

### Werdegang
Die Zeit die Mathias Bahil in Ungarn verbrachte, war geprägt von einer tiefen religiösen und kulturellen Auseinandersetzung, die in der ungarischen Gesellschaft weit verbreitet war. Seine intellektuelle Prägung fand vor dem Hintergrund der Aufklärung und der damit verbundenen Fragen des Glaubens und der religiösen Identität statt.
Von 1727 bis 1730 studierte er Theologie an der Universität Wittenberg und erhielt nach seinen Studien 1730 die Berufung als Seelsorger der Gemeinde in Cherench. In seinem ersten Amt sah er sich bereits Anfechtungen gegenüber, als mehrere Katholiken zum evangelischen Glauben übertraten und seine Lehren in Anspruch nahmen, jedoch blieb es bei Drohungen.
Im Jahr 1734 wurde Mathias Bahil als Prediger in die freie Stadt Eperies berufen. Dort sah er sich einem erbitterten Kampf gegenüber, in dem er, wie er es formulierte, beständig mit wilden Tieren streiten musste. Eperies war eine Stadt, in der die evangelische Gemeinde stark war, jedoch wurde sie von den Jesuiten und katholischen Geistlichen ständig unter Druck gesetzt. 
Die Jesuiten versuchten bereits im 17. Jahrhundert, die evangelischen Stände zu verdrängen und raubten den Evangelischen ihre Kirchen. Die Verfolgungen nahmen zu, als die Jesuiten es schafften, die Protestanten von ihren Kirchen zu verdrängen und die evangelischen Gemeinden in ihrer Religionsausübung zu beschränken. Als die Protestanten 1681 Baustellen für neue Bethäuser zugewiesen bekamen, wurden sie beschuldigt, die kaiserliche Gnade zu verachten, was 18 Jahre lang zu einem Verbot des evangelischen Gottesdienstes führte.
Mathias Bahil machte die Erfahrung, dass die Jesuiten und katholischen Geistlichen keine Mittel scheuten, um die evangelische Lehre zu diskreditieren. Sie prahlten mit der alten Tradition der katholischen Kirche und versuchten, die neue evangelische Lehre als eine vom Teufel inspirierte Abweichung darzustellen. Mathias Bahil war jedoch entschlossen, die evangelische Lehre zu verteidigen. Er beschloss, Lehr- und Widerlegungsschriften in slowakischer Sprache herauszugeben, um die Evangelischen zu stärken und wurde bekannt durch seine Übersetzungen von Ernst Salomon Cyprians Uberzeugende Belehrung vom Ursprung und Wachsthum des Pabstthums, nebst einer Schutz-Schrifft vor die Reformation, aus avthentiqven Uhrkunden sowie von Balthasar Meisners Consultatio orthodoxa de fide Lutherana capessenda et Romana Papistica deserenda, opposita Leonhardo Lessio. Diese Übersetzungen wurden unter seinem Pseudonym Theodorus von Hybla im Jahr 1745 in Wittenberg veröffentlicht. Seine Werke zeugen von seinem tiefen Verständnis der theologischen Debatten seiner Zeit und seinem Engagement für die reformierte Glaubensrichtung. Diese Schriften zogen die Aufmerksamkeit der Behörden auf sich, und er wurde bald darauf von den Stadtrichtern vorgeladen. Trotz der Warnungen seiner Freunde, zu fliehen, blieb er standhaft und weigerte sich, sich zu verstecken. Am 28. November 1746 wurde er auf Anordnung des Magistrats von Eperies verhaftet, was sich später als Druck der Gesellschaft Jesu herausstellte. Im Gefängnis lebte er unter schwierigen Bedingungen.  Am 13. Dezember 1746 gelang ihm jedoch die Flucht nach Schlesien, wo er Zuflucht beim preußischen König Friedrich II. fand. Der preußische König, der sich für die Religionsfreiheit einsetzte, intervenierte sogar zu seinen Gunsten, indem er die Jesuiten von Breslau dazu zwang, Mathias Bahil für den Verlust seiner Bibliothek, die ihm von den Eperieser Jesuiten entzogen worden war, zu entschädigen.
Mathias Bahils Familie wurde ebenfalls verfolgt, aber seine Frau schaffte es, mit ihren Kindern zu fliehen und zu ihm zu gelangen. Trotz des Verlustes seiner Position und der ständigen Bedrohung durch die Jesuiten blieb er seinem Glauben treu und setzte sich für die Rechte der Evangelischen in Ungarn ein.
Im Jahr 1747 veröffentlichte er in Brieg ein weiteres zweisprachiges Werk mit dem Titel Tristissima ecclesiarum Hungariae Protestantium facies. In diesem Buch schilderte er ausführlich die Leiden und die Geschichte seiner Befreiung. Bahils Texte sind nicht nur von theologischer Bedeutung, sondern auch historische Dokumente, die die Kämpfe und Herausforderungen der protestantischen Gemeinschaft in Ungarn während des 18. Jahrhunderts beleuchten.
1757 wurde er Pfarrer in Ammsfelde, von 1757 bis 1759 war er in Arnsdorf und von 1759 bis 1761 in Parchwitz.

## Schriften (Auswahl)
- Srdečné napomenutj k wystřjhánj se Papežského a k stálemu setrwáwanj při Lutheranském učenj: které někdy sláwné Wittenberské Akademye Teologowé, pro Cžeské obzwlásstě v wjře přenasledowánj trpjcý w Německém gazyku sepsáli, nynj pak k vtwrzenj w poznáné prawdě, gak Vherské Země, tak y giných sausedných Kragin Národu Slowanského, podobný téměř los okaussegjcých Ewangelikou w přirozený gegich gazyk přeložil Theodorvs ab Hybla. 1745.
- Tristissima ecclesiarum Hungariae Protestantium facies (Traurige Abbildung der protestantischen Gemeinden in Ungarn). Brieg, 1747 (Digitalisat).